# Eredità di stelle
Eredità di stelle (A Heritage of Stars) è un romanzo di fantascienza scritto da Clifford D. Simak, pubblicato nel 1977.

## Trama
Il protagonista del romanzo è Thomas Cushing, uno studente che ha trovato in un vecchio libro la testimonianza di fatti avvenuti mille anni prima. In queste cronache si narra di tecnologie eccezionali, ora scomparse, che permettevano agli umani addirittura di affrontare viaggi interstellari. Viene narrato anche di un luogo leggendario in cui era possibile imbarcarsi per raggiungere le stelle. 
Thomas decide di provare a cercare questo luogo leggendario, sperando di trovare i mezzi e le tecnologie per raggiungere le stelle, nel corso del suo viaggio dovrà affrontare territori diventati inospitali e si avvarrà della collaborazione di una donna misteriosa, una strega secondo alcuni, che si rivelerà essere un androide sopravvissuto alla distruzione della tecnologia.

## Premi
Il romanzo ha vinto il Premio Jupiter nel 1978.

## Edizioni
- Clifford D. Simak, Eredità di stelle, traduzione di Roberta Rambelli, Il meglio della fantascienza n° 35, Libra Editrice, 1978,  p. 222.